# Interdisziplinäre Zeitschrift für Familienrecht
Die Interdisziplinäre Zeitschrift für Familienrecht ist eine österreichische juristische Fachzeitschrift für Familienrecht.
Sie erscheint seit 2006 im Linde Verlag in Wien (ISSN 1819-3889). Die Auflage beträgt 1500 Exemplare, die Zeitschrift erscheint sechsmal jährlich.
Behandelt werden Kindschaftsrecht, Ehe- und Partnerschaftsrecht, Sachwalter- und Erbrecht sowie Alten-, Behinderten- und Sozialrecht. Die Autoren gehen auf Rechtsfragen zu Unterbringung und Heimaufenthalt ein und berichten über Entwicklungen in Gesetzgebung und Rechtsprechung.